# دايموند لانغي
دايموند لانغي (بالإنجليزية: Diamond Langi)‏ (من مواليد 9 يناير 1992) عارضة أزياء وممثلة ومسابقة ملكة جمال تونجا - نيوزيلاندا والتي توجت بمسابقة ملكة جمال نيوزيلندا 2019 من قبل إستل كورد ملكة جمال الكون في نيوزيلندا 2018 .
 ومثلت نيوزيلندا في مسابقة ملكة جمال الكون 2019.ولكن لم تتمكن من الفوز بمكان في القمة.

## نشأتها
ولدت دايموند لانغي في 9 يناير 1992 في أوكلاند. كلا والديها من تونجا حيث تنحدر من قرية فاني، تونغاتابو. نشأت لانغي في سولت ليك سيتي بولاية يوتا بالولايات المتحدة، ثم انتقلت لاحقًا إلى سيدني ثم عادت إلى أوكلاند حيث تقيم حاليًا. دايموند عارضة وممثلة وصحيفة على الكاميرا مع خلفية في الموسيقى. تخرجت دياموند لانغي حاليًا مع درجة الماجستير في التصميم الاحترافي المتقدم في معهد النمط الأسترالي.

## روابط خارجية
- الموقع الرسمي

| الجوائز و الإنجازات | الجوائز و الإنجازات             | الجوائز و الإنجازات            |
| ------------------- | ------------------------------- | ------------------------------ |
| سبقه إستل كورد      | ملكة جمال الكون نيوزيلندا ‏ 2019 | تبعه فيكتوريا فيلاسكيز فينسينت |